# Loveint
LOVEINT je praksa zaposlenih v obveščevalni službi, ki izkoriščajo svoje obsežne možnosti spremljanja, da vohunijo za svojimi ljubezenskimi partnerji ali zakonci. Izraz je bil skovan podobno inteligentni terminologiji, kot so SIGINT, COMINT ali HUMINT.

## Agencija za nacionalno varnost
Izraz LOVEINT je izviral iz NSA, kjer je bil prijavljen približno en tak dogodek na leto. V letu 2013 je bilo v zadnjem desetletju prijavljenih osem in so levji delež nepooblaščenih dostopov, ki jih je navedel NSA. Večina incidentov je bilo prijavljenih od ljudi ki so jih izvajali, na primer med poligrafskim testom. NSA jih sankcionira z ukrepom tudi do prenehanja delovnega razmerja. V petih primerih je delavec NSA sam odstopil in preprečil kakršne koli sankcije zoper njega. V dveh drugih primerih so se upokojili. Najslabša sankcija je bila "zmanjšanje plače za dva meseca, zmanjšanje stopnje in dostop do tajnih podatkov, ki se prekličejo". En primer je bil posredovan Ministrstvu za pravosodje, ki pa je zavrnil pregon. 

## Nemška zvezna obveščevalna služba
Septembra 2007 je bilo sporočeno, da je uslužbenec nemške zvezne obveščevalne službe zlorabil svoja pooblastila, da je prebral elektronsko pošto ljubimca svoje žene.